# Eyðvør Klakstein
Eyðvør Klakstein (født 5. september 1995) er en færøsk fodboldspiller, midtbanespiller, der spiller for den spanske klub Mislata CF. Fra august 2015 til maj 2016 spillede hun for en anden spansk klub, CD Marino, i den næstbedste række i Spanien.

## Hæder
KÍ
Vinder
- 1. deild kvinnur (7): 2010, 2011, 2012, 2013, 2014, 2015, 2016
- Færøernes Cup for kvinder (6): 2010, 2012, 2013, 2014, 2015, 2016

## Internationale mål
Scoringer og resultater lister Færøernes mål først.
| # | Dato             | Stadion                                       | Modstander          | Score | Resultat | Turnering                                              | Kilde |
| - | ---------------- | --------------------------------------------- | ------------------- | ----- | -------- | ------------------------------------------------------ | ----- |
| 1 | 5. april 2014    | Tórsvøllur, Tórshavn, Færøerne                | Bosnien-Hercegovina | 1–1   | 1–1      | Kvalifikation til VM i fodbold for kvinder 2015 (UEFA) | [ 3 ] |
| 2 | 7. november 2016 | Stade Albert-Kongs, Izegerplateau, Luxembourg | Luxembourg          | 1–1   | 1–1      | Venskabskamp                                           | [ 4 ] |
| 3 | 6. april 2017    | Tórsvøllur, Tórshavn, Færøerne                | Luxembourg          | 2–0   | 5–1      | Kvalifikation til VM i fodbold for kvinder 2019 (UEFA) | [ 5 ] |
| 4 | 8. april 2017    | Tórsvøllur, Tórshavn, Færøerne                | Montenegro          | 1–1   | 2–1      | Kvalifikation til VM i fodbold for kvinder 2019 (UEFA) |       |